# Compagnonnage
Pour les articles homonymes, voir Compagnonnage anarchiste et Culture associée.
Le compagnonnage désigne un système traditionnel de transmission de connaissances et de formation à un métier, qui s'ancre dans des communautés de compagnons. Un aspirant compagnon se forme à un métier à travers une série de pratiques éducatives encadrées par la communauté de compagnons qu'il souhaite rejoindre. Ces pratiques, multiples, peuvent inclure tant l'enseignement scolaire que l'itinérance éducative et les rituels d'initiation. À la suite de cette période de compagnonnage, l'aspirant est accepté comme compagnon par sa corporation, et pourra lui-même participer à la formation de futurs aspirants.
Le terme désigne principalement une branche du mouvement ouvrier français, célèbre pour son Tour de France, qui connut l'apogée de sa renommée avec Agricol Perdiguier au milieu du XIXe siècle avant de disparaître presque entièrement à la suite de l'industrialisation, de la transformation de l'apprentissage et de l'autorisation des syndicats ouvriers.
Le compagnonnage a été pratiqué plus marginalement en Belgique, et sous une forme un peu différente au Canada et en Allemagne. Mais il ne s'est jamais implanté en Grande-Bretagne, dans laquelle une autre forme d'organisation, les « sociétés amicales » ont succédé aux confréries et corporations du Moyen Âge.
Presque disparu au début du XXe siècle le compagnonnage connaît aujourd'hui une période de renouveau, attirant des jeunes à la recherche d'une philosophie de formation et de vie professionnelle fondée sur la qualité, la solidarité et la culture locale. Un comité intergouvernemental de l'UNESCO réuni à Nairobi y voit « un moyen unique de transmettre des savoirs et savoir-faire ». Le compagnonnage français a été inscrit au patrimoine culturel immatériel de l'humanité en 2010 sous le titre « Le compagnonnage, réseau de transmission des savoirs et des identités par le métier », après que ce savoir-faire eut été inscrit à l'Inventaire du patrimoine culturel immatériel en France.

## Histoire du compagnonnage

### Origines légendaires
Le terme « compagnonnage » n'apparaît dans la langue française que vers 1719, pour désigner le temps du stage professionnel qu'un compagnon devait faire chez un maître. « Du latin populaire *companionem, proprement, « celui qui partage le pain avec un autre », de cum, « avec », et panis, « pain ». Du cas sujet compain est issu copain ».
Au plan général et humain, il évoque un compagnonnage de vie, un groupement de personnes dont le but est : entraide, protection, éducation, transmission des connaissances entre tous ses membres.
Dans un sens voisin, le mouvement des compagnons d'Emmaüs, créé par l'Abbé Pierre a, par exemple, comme but « d’agir pour que chaque homme, chaque société, chaque nation puisse vivre, s’affirmer et s’accomplir dans l’échange et le partage, ainsi que dans une égale dignité », le "Manifeste universel" c’est-à-dire d'aider « à partager le pain ».
Les légendes compagnonniques font référence à trois fondateurs légendaires : Salomon, Maître Jacques et le père Soubise qui les mettent en scène à l'occasion de la construction du Temple de Salomon, événement censé avoir vu naître l'ordre des compagnons, bien que les textes bibliques qui la décrivent n'en fassent pas mention :
- la légende salomonienne est particulièrement importante dans les mythes des compagnons du « devoir de liberté ». Elle semble d'origine plus tardive que les autres et semble avoir été introduite à partir du mythe maçonnique d'Hiram dans les chambres des « gavots » et les cayennes des « indiens » entre la fin du XVIIIe siècle et le début du XIXe siècle, avant de s'étendre dans les rituels des autres sociétés compagnonniques[6] ;
- selon la légende principale, Maître Jacques aurait appris à tailler la pierre étant enfant, avant de partir en voyage à l'âge de 15 ans pour arriver sur le chantier de la construction du Temple de Salomon à l'âge de 36 ans. Devenu maître des tailleurs de pierre, des menuisiers et des maçons, il serait revenu en France en compagnie d'un autre maître, dénommé Soubise, avec lequel il se serait fâché pendant le voyage. Débarqué à Marseille (ville qui en réalité n'existait pas encore), il se serait caché à la Sainte Baume pour se protéger de son rival et y aurait été assassiné, trahi par un de ses fidèles. Ses vêtements auraient alors été partagés entre les différents corps de métiers. Une autre version de la légende, probablement plus tardive, identifie Maître Jacques à Jacques de Molay, dernier grand-maître de l'Ordre du Temple. Une autre encore l'identifie à Jacques Moler, qui aurait été maître d'œuvre de la cathédrale d'Orléans en 1401[6] ;
- représenté en robe de bure, le père Soubise aurait été selon la légende architecte sur le chantier du Temple de Salomon, où il aurait encadré les charpentiers. Il serait revenu en France par Bordeaux après sa brouille avec Maître Jacques dont il aurait jalousé l'autorité. Selon certaines légendes, il aurait été à l'origine de l'assassinat de celui-ci, alors que d'autres légendes l'en innocentent. Une autre légende encore en fait un moine bénédictin qui aurait participé avec Jacques Moler au chantier d'Orléans[6].

Une autre légende compagnonnique importante est celle de la séparation des rites. Le mythe compagnonnique la situe en 1401, à l'occasion de la construction des tours de la Cathédrale Sainte-Croix d'Orléans. Les deux maîtres d'œuvre, Jacques Moler et Soubise de Nogent auraient fait face à une grève qui aurait dégénéré en une terrible bataille suivie d'une scission. Il semblerait que cette légende s'appuie sur des faits historiques plus tardifs, à savoir la scission entre compagnons catholiques et protestants et la destruction par ces derniers de la flèche de la cathédrale d'Orléans en 1568.

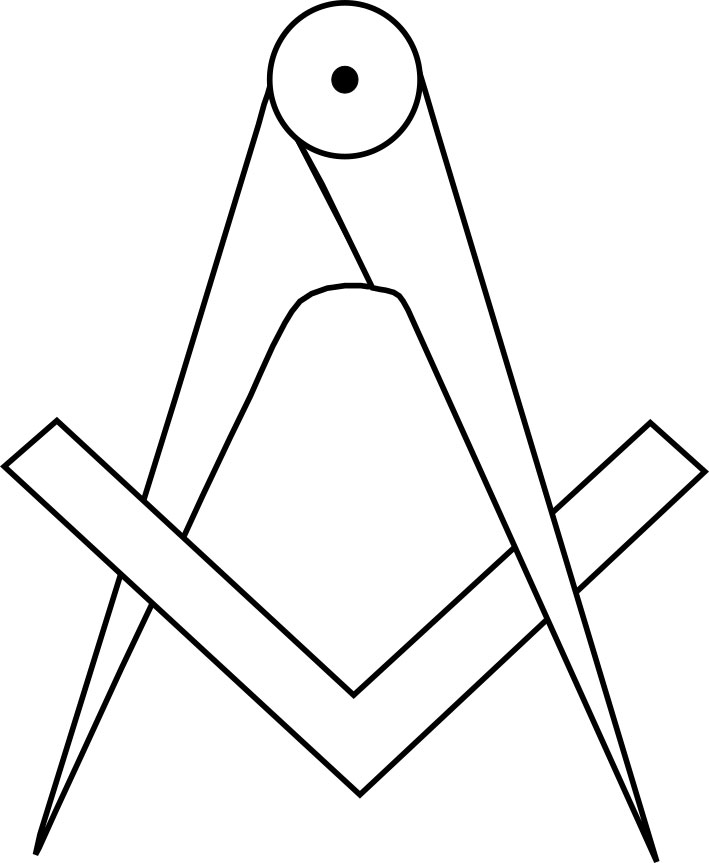
Le compas et l'équerre entrelacés, deux des symboles du compagnonnage

Les symboles et rituels de la franc-maçonnerie et du compagnonnage sont très différents, bien qu'ils aient quelques éléments communs, en particulier l'équerre et le compas entrelacés, parmi les autres symboles hérités des compagnons bâtisseurs tels que : le maillet et le ciseau, le niveau et le fil à plomb, la règle et le levier, la truelle, etc.,.

### Origines historiques

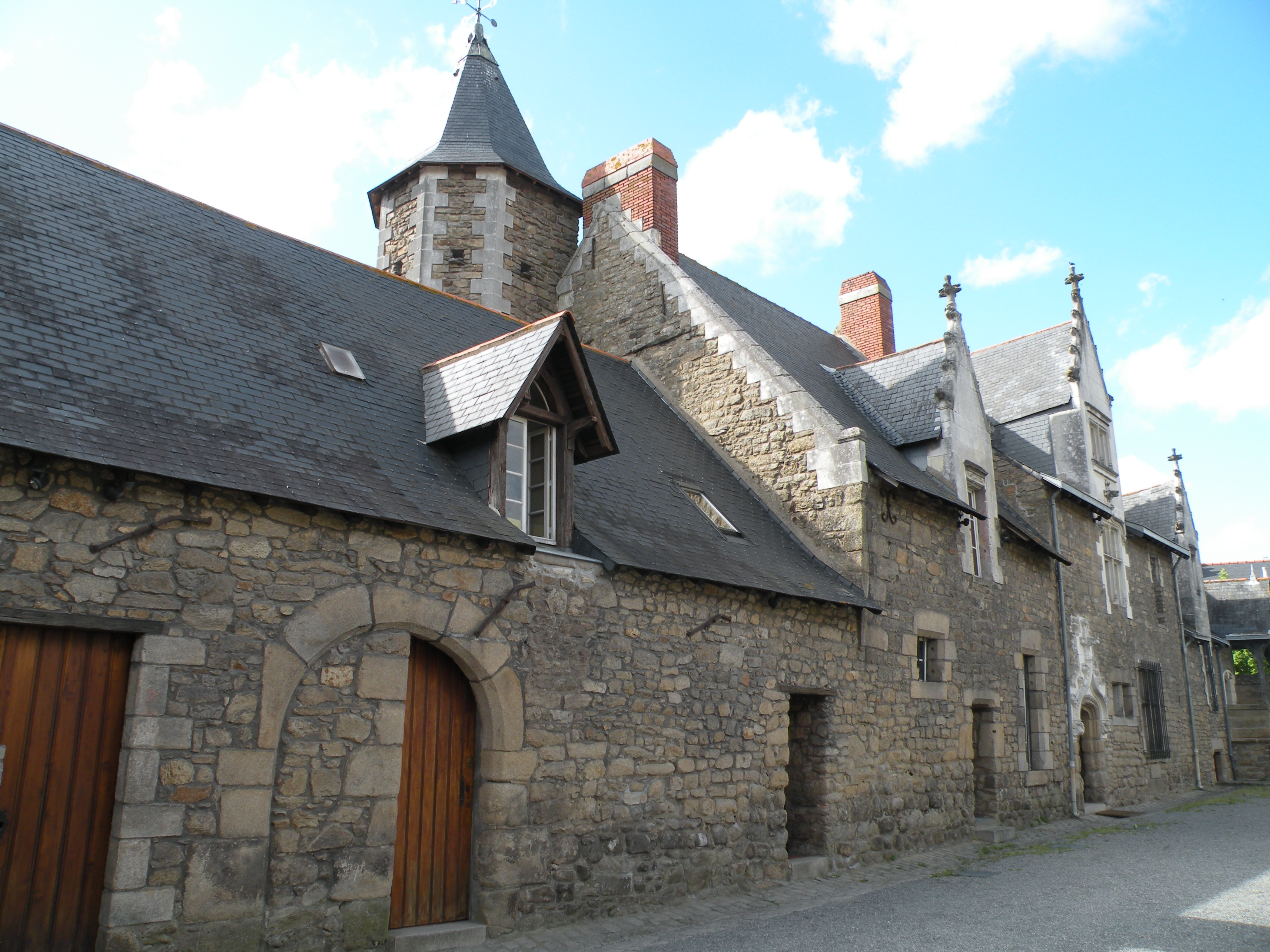
Le manoir de la Hautière, musée compagnonnique de Nantes.

Fixer une date précise à la naissance du compagnonnage nécessiterait de lui donner une définition précise qu'il n'a jamais eue, et les archives des compagnonnages ne remontent guère avant le XVIIIe siècle.
Il y eut probablement des organisations d'ouvriers et d'artisans dès les origines de ces métiers. L'étude comparée des religions et des traditions des différents pays du monde semblent montrer que ces artisans se sont transmis des connaissances plus ou moins secrètes, de génération en génération, depuis la plus haute antiquité. On en trouve des traces dans l'Égypte antique et dans l'antiquité romaine, par exemple.
Le compagnonnage existait déjà lors de l'âge d'or des cathédrales, des signes particuliers aux compagnons y sont reconnaissables, ces compagnons voyageaient dans tous les pays d'Europe et principalement en France.
En France, l'organisation des métiers sous l'Ancien Régime est construite autour des corporations et de trois états: apprenti, compagnon et maître. Pour les compagnons, il était extrêmement difficile, à moins d'être fils ou gendre de maître, d'accéder à la maîtrise. De plus, le Livre des métiers, rédigé par Étienne Boileau en 1268 à la demande de Louis IX, interdisait à tout ouvrier de quitter son maître sans son accord. C'est par réaction à ces mesures que seraient nées les premières sociétés de compagnons indépendantes des corporations. Elles ne prirent le nom de « compagnonnages » qu'au XIXe siècle et se nommaient jusque-là des « devoirs ».
La première mention indiscutable des pratiques compagnonniques remonte à l'année 1420, lorsque le roi Charles VI rédige une ordonnance pour les cordonniers de Troyes dans laquelle il est dit que :
« Plusieurs compaignons et ouvriers du dit mestier, de plusieurs langues et nations, alloient et venoient de ville en ville ouvrer pour apprendre, congnoistre, veoir et savoir les uns des autres. »
Au XVIe siècle, les condamnations royales à l'encontre des devoirs se multiplient, sans parvenir à les faire disparaître. En 1539, par l'Ordonnance de Villers-Cotterêts, François Ier reprend les interdictions de plusieurs de ses prédécesseurs :

« Suivant nos anciennes ordonnances et arrêts de nos cours souverains, seront abattues, interdites et défendues toutes confréries de gens de métier et artisans par tout le royaume. […] défense à tous compagnons et ouvriers de s'assembler en corps sous prétexte de confréries ou autrement, de cabaler entre eux pour se placer les uns les autres chez les maistres ou pour en sortir, ni d'empêcher de quelque manière que ce soit lesdits maistres de choisir eux-mêmes leurs ouvriers soit français soit étrangers. »

Un procès-verbal judiciaire daté de 1540 recueille le témoignage d'un compagnon cordonnier natif de Tours qui reconnaît avoir mangé chez une femme nommée « la mère » à Dijon, et avoir voyagé pendant quatre ans à travers la France.
C'est peut-être de cette époque que datent les dénominations au sein des compagnons de « Pays » (ouvrier pratiquant son métier sur le sol en atelier) et « Côterie » (ouvrier pratiquant son métier en hauteur, sur les échafaudages, et la plupart du temps directement sur le chantier): Les gens du pays, ne souhaitant pas prendre de risques, auraient fait venir des gens de la côte pour réaliser les travaux dangereux sur les échafaudages.
À partir du XVIIe siècle, l'Église ajoute sa condamnation à celle du roi: En 1655, une résolution des docteurs de la faculté de Paris atteste en les condamnant l'existence dans les devoirs de pratiques rituelles non contrôlées par les autorités religieuses. Simultanément, l'Église tente de mettre en place un contre-devoir avec la création d'une ordre semi-religieux de frères cordonniers, qui se soldera rapidement par un échec total.
En 1685, la révocation de l'édit de Nantes aboutit à une scission du compagnonnage. Les protestants se regroupent dans un autre devoir qui prendra, au moment de la Révolution française, le nom de « devoir de liberté ».

### L'apogée du mouvement compagnonnique

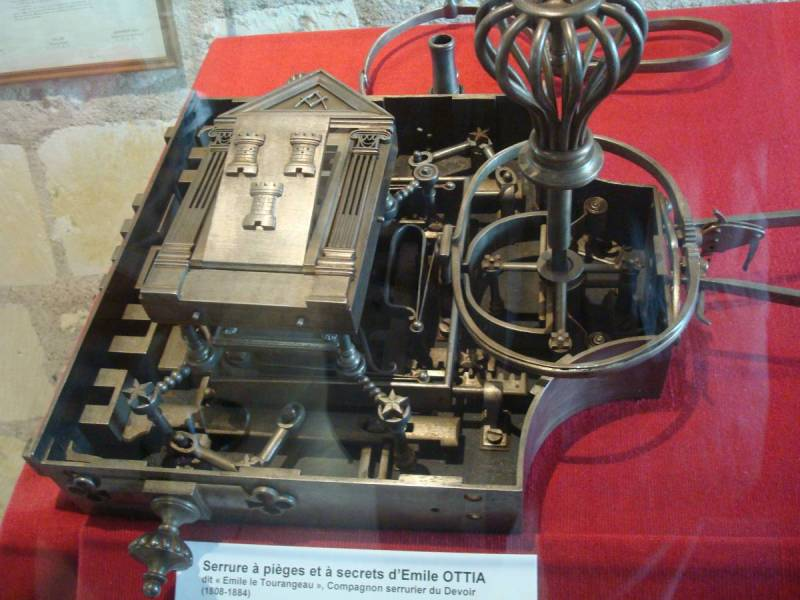
Chef-d'œuvre d'un compagnon serrurier du XIX, musée du compagnonnage de Tours.

À partir du début du XVIIIe siècle, le compagnonnage présente deux fortes caractéristiques : sa puissance en tant qu'organisation ouvrière devient considérable. Il organise des grèves parfois longues, contrôle les embauches dans une ville, établit des « interdictions de boutiques » contre les maîtres récalcitrants, va même parfois jusqu'à mettre l'interdit sur des villes entières, les privant de toute possibilité d'embauche et les menaçant par là-même de faillite généralisée. Et dans le même temps sa division est profonde et les rixes entre compagnons de devoirs rivaux font de nombreuses victimes.
Si la Révolution française concrétise en avril 1791 une très ancienne revendication du compagnonnage en mettant fin au système des corporations par le décret d'Allarde (les compagnons, regroupant des ouvriers appartenant à 27 corporations différentes, échappaient à l'interdiction), deux mois plus tard la loi Le Chapelier interdit les associations ouvrières.
1804 voit la fondation du « devoir de liberté » qui regroupe tous les compagnons qui ne se reconnaissent pas dans le catholique « Saint devoir de Dieu » : loups, étrangers, indiens, gavots. À cette même époque, le tout nouveau code pénal punit l'organisation d'une grève d'une peine de deux à cinq ans d'emprisonnement. Ceci n'empêche pas le compagnonnage de continuer à se renforcer en tant qu'organisation de protection et de revendication, malgré les luttes fratricides entre ses deux tendances. Les historiens évaluent à au moins 200 000 le nombre de compagnons en France dans la première moitié du XIXe siècle. C'est l'époque où Agricol Perdiguier, dit « Avignonnais la Vertu » le popularise par ses ouvrages et tente de l'unifier.
La dimension religieuse est alors très présente, puisqu'en jusqu'en 1869 les statuts des compagnons obligent à faire dire des messes. La hiérarchie était alors très stricte (les aspirants mangeaient par exemple dans un autre établissement que les compagnons), et les rivalités, très fortes, dégénéraient parfois en batailles rangées, allant parfois jusqu'à mort d'homme. Ainsi, en 1816, les tailleurs de pierre enfants de Salomon s'affrontèrent ainsi à Lunel contre les tailleurs de maître Jacques ; en 1833, les femmes essayèrent de chasser de Lyon les compagnons cordonniers.
Les cordonniers n'étaient entrés en effet que récemment chez les compagnons, et, parmi ces derniers, les tanneurs, les charpentiers, les couvreurs et les tailleurs de pierre ne les acceptèrent vraiment qu'en 1865. En 1898, doreurs et serruriers refusent de reconnaître l'entrée des boulangers dans le compagnonnage.

### Le déclin
La seconde moitié du XIXe siècle voit le déclin du compagnonnage sous l'effet conjugué de la révolution industrielle qui met en place des procédés de fabrication moins dépendants des tours de main et secrets de métiers, de l'organisation de la formation par alternance, des rivalités internes et de l'échec de l'unification des compagnonnages, ainsi que du chemin de fer qui bouleverse la pratique séculaire du Tour de France à pied. À partir de 1884, les syndicats, désormais autorisés (loi Waldeck-Rousseau), montent rapidement en puissance dans le monde ouvrier et tournent en dérision les pratiques ancestrales du compagnonnage, qui semble condamné à disparaître rapidement. Il ne reste à l'époque que 2 000 compagnons dans le Compagnonnage de l'Union, répartis dans au moins 174 sièges distincts, qui s'affrontent à l'Union des Travailleurs du Tour de France, laquelle regroupe 3 791 membres.
Lucien Blanc, dit « Provençal le Résolu », crée en 1889 l'« Union compagnonnique des devoirs unis », mais ce mouvement ne parvient pas à rassembler tous les devoirs et à relancer le compagnonnage.

### Le renouveau
Le compagnonnage survit cependant. Face à l'industrialisation, ses pratiques et ses valeurs ancestrales, si elles sont moquées par les modernistes, attirent entre les deux guerres l'attention des traditionalistes. Durant la dernière guerre, le compagnonnage se réorganise et des compagnons, dont Jean Bernard, créent l'« Association ouvrière des compagnons du devoir » et participe dans le cadre du projet culturel de Vichy, à une rénovation du compagnonnage.
À la libération, l'Union compagnonnique reprend ses activités et les deux rites de charpentiers, indiens et soubise, fusionnent avant de donner naissance à la « Fédération compagnonnique des métiers du Bâtiment ».
À la fin du XXe siècle enfin, le compagnonnage continue d'attirer des jeunes recrues en conciliant traditions et modernité et en recherchant l'excellence. Il s'ouvre à une dimension européenne puis mondiale. Plusieurs musées, dont celui de Tours, lui sont dédiés. Quelques mouvements compagnonniques minoritaires s'ouvrent à la mixité à partir de 1978. En 2006, la première femme est reçue dans l'Association ouvrière des Compagnons du Devoir, chez les tailleurs de pierre. D'autres l'ont été depuis dans d'autres métiers.

### La formation d'un compagnon
Compagnon n'est pas un titre mais un état professionnel et philosophique qui s’acquiert après avoir rempli son temps d'apprentissage, s'être perfectionné sur le tour de France en tant qu'aspirant, et avoir réalisé un travail traditionnellement appelé chef-d'œuvre et désormais appelé « travail de réception », la réception étant la cérémonie au cours de laquelle l'aspirant est élevé à l'état de compagnon.
Le compagnon poursuit sa formation auprès de divers patrons et « pays » ou « coteries » qu'il côtoie sur le tour de France. Au cours de son périple, il trouve partout une maison de compagnons, où sont situées « cayennes » et « chambres » Cette maison est gérée par une femme : « dame économe », « dame hôtesse » ou « mère » en fonction du degré d'initiation reçue par celle-ci. L'appellation de la fonction de cette femme est « maîtresse de maison ». Chambres et cayennes font référence, suivant les métiers, au lieu où se réunissent les compagnons de chaque métier. Au sein des maisons, on trouve le « premier aspirant », qui seconde la maîtresse de maison en cas d'absence, et le « rouleur », ou « rôleur », compagnon itinérant autrefois chargé de l'embauche et qui seconde désormais le prévôt ou le directeur, tout en faisant souvent office de maître de cérémonie.

## Associations compagnonniques actuelles
- Association ouvrière des compagnons du devoir (compagnonnage mixte)
- Fédération compagnonnique des métiers du Bâtiment
- Union compagnonnique
- Association de Compagnons Passants Tailleurs de Pierre
- Société des Compagnons selliers tapissiers maroquiniers cordonniers-bottiers du Devoir du Tour de France - Famille du cuir
- Fédération des compagnons boulangers et pâtissiers restés fidèles au Devoir
- Cayenne Itinérante
- Compagnonnage Égalitaire (compagnonnage mixte)

## Les métiers du compagnonnage
De nombreux métiers sont représentés dans le compagnonnage. En voici quelques-uns :
- Bottier
- Boulanger
- Carrossier constructeur
- Charpentier / constructeur bois
- Chaudronnier
- Cordonnier / bottier
- Couvreur
- Cuisinier
- Ébéniste
- Électricien
- Forgeron
- Horloger
- Jardinier-paysagiste
- Maçon
- Maréchal-ferrant
- Maroquinier
- Mécanicien
- Mécanicien de précision
- Menuisier
- Pâtissier
- Paysagiste
- Peintre
- Plâtrier / Staffeur ornemaniste / Stucateur
- Plombier
- Sellier
- Métallier Serrurier
- Tailleur de pierre
- Tapissier / Tapisserie d'ameublement / Tapissier garnisseur
- Tonnelier
- Typographe
- Vigneron